# Rue Ampère (Saint-Denis)
La rue Ampère est une voie de communication de Saint-Denis.

## Situation et accès
La rue Ampère débute rue de Saint-Denis à Saint-Ouen-sur-Seine et se termine boulevard de la Libération.
La rue Ampère est desservie par la ligne 13 à la station Carrefour Pleyel.

## Origine du nom

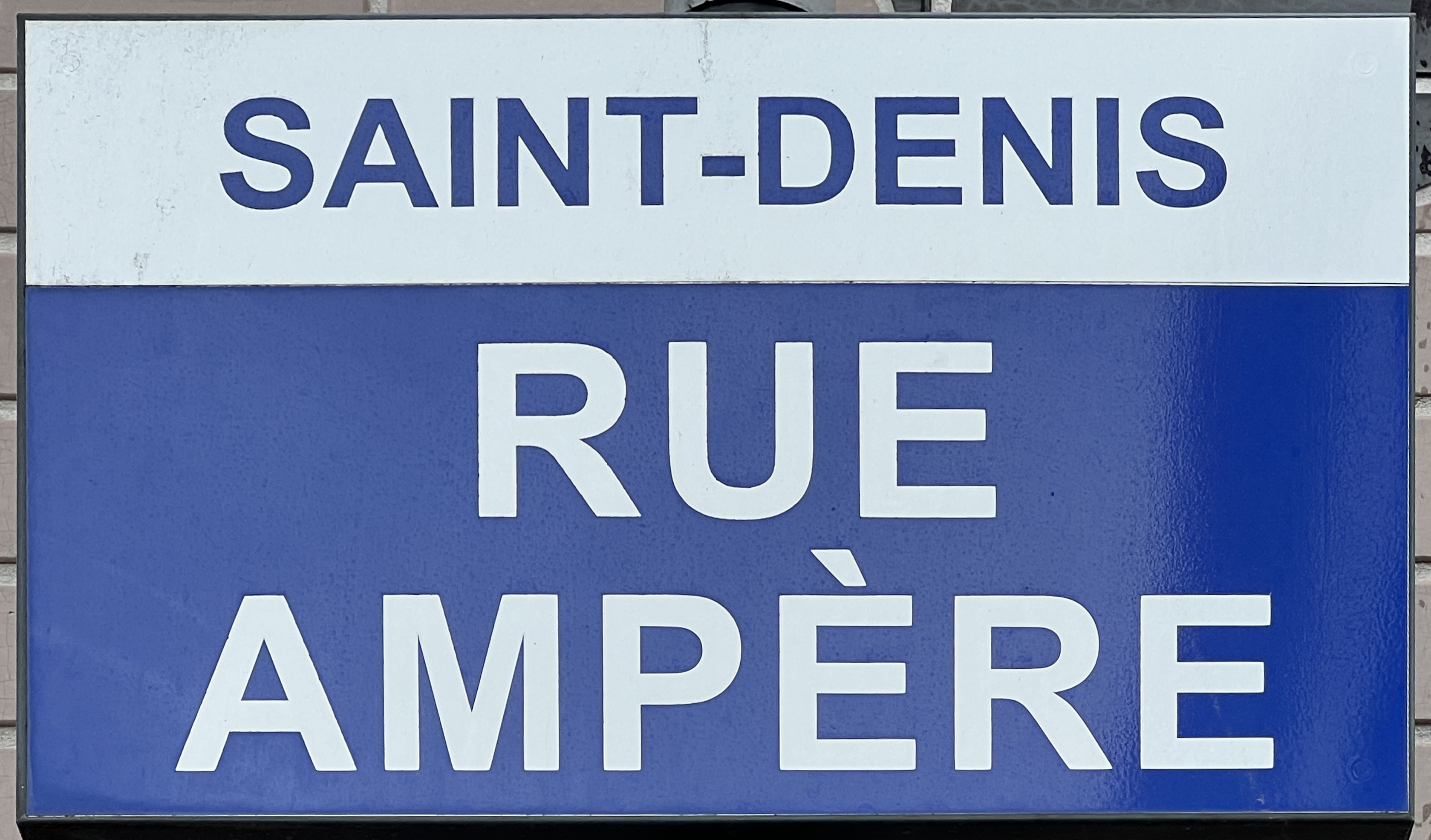
Plaque de la rue Ampère en 2022.

Elle porte le nom du physicien, mathématicien et philosophe français André-Marie Ampère (1775-1836).

## Historique

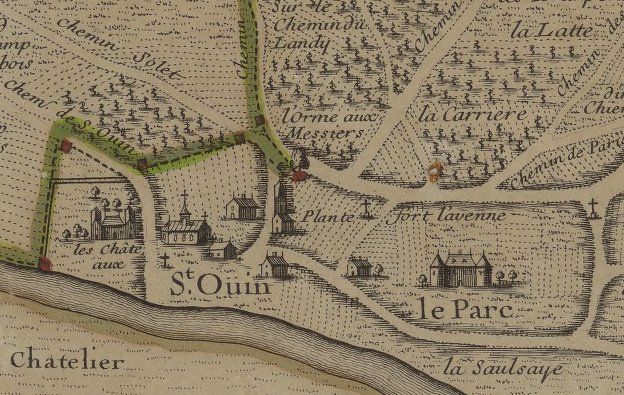
Saint-Ouen sur le plan d'Inselin.

Le tracé de cette rue apparaît sur le plan de Charles Inselin en 1707, ainsi que sur la carte de Cassini, comme une route menant du centre historique de Saint-Ouen vers Saint-Denis, et appelée chemin de Saint-Ouen.
Le quartier contemporain est le fruit de l'acquisition en 1906, par la Société d'Electricité de Paris d'un terrain de 60000m² au sud du quai de Saint-Ouen. Dans les années 1930 est construit le "Poste Ampère" (transformateurs, bâtiment de décuvage, pavillon de contremaître) et le poste de garde. La rue Ampère est l'ancienne voie privée qui reliait cet ensemble aux pavillons des ingénieurs.

## Bâtiments remarquables et lieux de mémoire
Entre cette rue et le quai de Saint-Ouen situé au nord, se trouvait une centrale thermique, dite centrale de Saint-Denis 1, construite en 1903.
Cet emplacement a été réurbanisé en 2014.
- Cité du cinéma[7]
- École nationale supérieure Louis-Lumière
- Pont du boulevard de la Libération
- Poste électrique Ampère[8]. Il est notamment destiné aux data centers des environs[9].
- De la cité-jardin construite par EDF à partir de 1931 au carrefour Pleyel, seul subsiste un pavillon de contremaître[10]. Les bureaux Cap Ampère sont construits à cet endroit.